# John Connell
Pour les articles homonymes, voir Connell.
John Connell, né le 25 juin 1940 à Atlanta en Géorgie, mort le 27 septembre 2009 à Mariaville dans le Maine, est un artiste américain d'art contemporain. Il a pratiqué la sculpture, la peinture et le dessin.

## Biographie
Connell a fréquenté l'université Brown de Providence (1958-1960), l'Art Student League (1960-1961) et l'université de New York (1962) où il a étudié l'art de la presse chinois. Sa première exposition eut lieu à New York en 1962.
Pendant les années 1970, 1980 et 1990, il a vécu et travaillé dans le Sud-Est des États-Unis.
Il est bien connu pour ses peintures murales de grands dimensions. Au Nouveau-Mexique, ses travaux étaient présents dans les  galeries d'art majeures. Il faisait partie d'un groupe d'artistes de Santa Fe, « Nerve » . John Connell est aussi renommé pour ses grandes installations.

## Matériels
Connu pour l'emploi du plâtre, particulièrement pendant les années 1980, Connell utilise aussi pour ses sculptures du goudron, du papier et de la cire. Il utilise aussi d'autres matériaux tels que le bronze, le ciment, le bois et les réseaux métalliques. Connell est aussi connu pour ses travaux sur papier, qui comportent parfois des éléments de collage. Au début des années 1980 il a abandonné presque entièrement l'emploi de la peinture commerciale et décidé de la fabriquer lui-même avec des oxydes de fer et des pigments. Dans ses derniers travaux il a aussi utilisé de la terre et de la cendre,.

## Influences
John Connell a été influencé par des artistes et écrivains comme Hokusai, Rembrandt, Balzac, Giacometti et Willem de Kooning. La philosophie orientale a aussi joué un rôle important dans ses créations, le Bouddhisme en particulier.

## Projets
Parmi les projets les plus connus:
- The Construction of Kuan-Yin Lake (1982-1989) - un projet multimédia avec des sculptures, des peintures, textes et audio. Soutenu partiellement par la National Endowment for the Arts[6],[7].

- The Raft Project (1989-1994) - un projet avec des sculptures et des peintures créé avec l'artiste peintre Eugene Newmann. Ce projet s'inspire fortement de la peinture de Géricault "Le radeau de la Méduse"[8].

## Musées détenant ses œuvres
- Albright-Knox Art Gallery, Buffalo, NY
- Metropolitan Museum of Art, NY
- Amon Carter Museum, Fort Worth, TX
- Museum of Albuquerque, Albuquerque, NM
- Museum of Fine Arts, Santa Fe, NM
- Roswell Museum and Art Center, Roswell, NM
- Archer M Huntington Gallery, Austin, TX
- The Hess Collection, Napa Valley, CA
- University Art Museum, Albuquerque, NM
- Phoenix Art Museum, Phoenix, AZ
- Scottsdale Center for the Arts, Scottsdale, AZ
- University of Arizona Art Museum, Tucson, AZ